# Quint Cleli Sícul (cònsol 498 aC)
Quint Cleli Sícul (llatí: Quintus Cloelius Siculus) va ser un magistrat romà.
Va ser elegit cònsol l'any 498 aC amb Tit Larci Flavus. Segons Dionís d'Halicarnàs, Cleli va nomenar al seu col·lega dictador i va lluitar a les seves ordres en una batalla contra els llatins. Titus Livi i altres autors no donen aquesta informació i fan dictador a Larci tres anys abans, el 501 aC.